# Dordaño
Dordaño (llamada oficialmente Santa María de Dordaño) es una parroquia española del municipio de Oza-Cesuras, en la provincia de La Coruña, Galicia.

## Entidades de población
Entidades de población que forman parte de la parroquia:
- Ameixeira (A Ameixeira)
- Azoy (Azoi)
- Barbeito
- Cal (O Cal)
- Campos (Os Campos)
- Carballeira (A Carballeira)
- Casagrande (A Casagrande)
- Casanova (A Casanova)
- Castelo
- Castillo (O Castillo)
- Castro (O Castro)
- Cesuras
- Coleira
- Fernandelo
- Fonte (A Fonte)
- Iglesia (A Igrexa)
- Leiros (Os Leiros)
- Loureiros (Os Loureiros)
- Naveira (A Nabeira)
- Pexegueiros
- Rúa (A Rúa)
- Valados (Os Valados)

## Despoblados
- Abruñás
- Cancela (A Cancela)
- Capilla (A Capela)

## Demografía
| Gráfica de evolución demográfica de Dordaño entre 2000 y 2019 |
|                                                               |
| Datos según el nomenclátor publicado por el INE.              |